# L Storm
Série
S Storm
(2016) P Storm
(2019)
Pour plus de détails, voir Fiche technique et Distribution.
L Storm (L風暴, L Feng bao, litt. « Tempête L ») est un thriller policier hongkongais réalisé par David Lam, sorti le 23 août 2018 à Hong Kong et le 14 septembre 2018 en Chine continentale. Il fait partie de la série des Storm et est la suite de Z Storm (2014) et S Storm (2016).
Tourné en cantonais (la langue de Hong Kong), il est premier du box-office chinois de 2018 durant deux semaines d'affilée et totalise plus de 50 millions $ de recettes dans ce pays. La suite, P Storm, sort en 2019.

## Synopsis
William Luk (Louis Koo), inspecteur de la Commission indépendante contre la corruption de Hong Kong, et Lau Po-keung (Julian Cheung), officier de l'unité financière commune, enquêtent respectivement sur une affaire de corruption et de blanchiment d’argent impliquant chacune l'officier des douanes (en) Tik Wai-kit (Michael Tse), mais sont incapables de trouver des indices le compromettant définitivement. Au même moment, Ching Tak-ming (Kevin Cheng) de l'équipe L (enquête disciplinaire interne) de la Commission indépendante contre la corruption reçoit un rapport d'Eva Ng (Stephy Tang), affirmant que Luk aurait accepté un pot-de-vin de 12 millions $HK. Incapable de fournir une explication, Luk est immédiatement suspendu de ses fonctions.
Lau découvre que Luk a été piégé, ce qui est inextricablement lié à l'affaire de blanchiment d'argent sur laquelle il enquête. Dans le même temps, Lau soupçonne également le directeur de banque Yau Chi-san (Adam Pak) d'aider le cerveau d'une organisation criminelle, Wong Hoi-wo (Patrick Tam), pour blanchir de l'argent. Le directeur du bureau chinois de lutte contre la corruption Hong Liang (Ding Haifeng (en)) arrive à Hong Kong pour fournir des informations importantes à Lau, révélant que des fonctionnaires corrompus de Chine continentale sont impliqués dans l'affaire de blanchiment d'argent. Luk risque sa vie pour rassembler des preuves et prouver son innocence, mais est emprisonné.

## Distribution
- Louis Koo : William Luk
- Julian Cheung : Lau Po-keung
- Kevin Cheng : Ching Tak-ming
- Stephy Tang : Eva Ng
- Patrick Tam : Wong Hoi-wo
- Michael Tse : Tik Wai-kit
- Adam Pak : Yau Chi-san
- Louis Cheung : Sing
- Babyjohn Choi : Chan Chun-fai
- Janelle Sing : Tammy Tam
- Liu Kai-chi : Tsui Yau-choi
- Lo Hoi-pang
- Ding Haifeng (en) : Hong Liang
- Toby Chan
- Deno Cheung
- Alan Luk
- Feng Lei
- Sienna Li
- Jessica Hsuan (en) : le docteur Anson Au

## Production
Le tournage principal commence le 21 août 2017 à Tuen Mun, et se termine le 23 octobre après le tournage de la dernière scène d'action sur un yacht avec les acteurs Louis Koo et Kevin Cheng traquant les criminels pendant que l'équipage célébrait également le 47e anniversaire de Koo, deux jours auparavant.